# Kerki
Kerki (actualment anomenada Atamurat) és una població a l'est del Turkmenistan dins el desert de Khizilkhum. Pertany a la província de Lebap. Entre les ciutats i pobles propers hi ha Atamyrat (1,7 km), Mukry (3,3 km), Amyderya (2,1 km), Surkhi (3,1 km) i Kiikchi (2,2 km). Compta amb un aeroport a 3 km del centre de la població. El nom de Kerki és la pronunciació en turc del nom original en persa que és Karkuh (کرکوه) que significa “muntanya sorda”.
Històricament, la ciutat medieval rebé el nom de Zamm, que els documents de l'època situen a la riba esquerra de l'Oxus a uns 190 km amunt d'Amul-i Shatt (moderna Türkmenabat) en direcció a Tirmidh. Hi havia un pas del riu que unia el Khurasan i la Transoxiana. Els exèrcits àrabs van penetrar a Transoxiana a través de Zamm, en direcció a Paykand, Bukharà i altres llocs. Al-Hajjaj en les seves operacions contra el rebel Ibn al-Àixath apareix esmentat entre les forces de Yazid ibn al-Muhallab, a Ghazwan ibn Iskaf senyor (sahib) de Zamm, convertit personalment per Yazid. Al segle X apareix reagrupava administrativament a Akhsisak, situada enfront a l'altre costat del riu; Zamm tenia llavors mesquita amb minbar i mercat cobert.